# Waka (canoa)

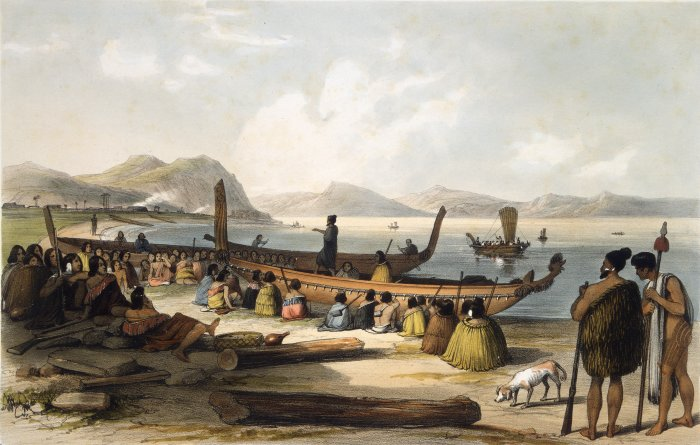
Waka taua (canoas de guerra) en la Bahía de las Islas, 1827–8.

Waka es el nombre de las embarcaciones maorí, por lo general canoas que varían en tamaño de pequeñas a grandes, desde canoas no ornamentadas (waka tiwai) utilizadas para la pesca y transporte fluvial, a canoas de guerra grandes y ornamentadas (waka taua) de hasta 40 metros de longitud. Desde los años 1970 se han construido canoas grandes de doble casco de aproximadamente 20 metros de largo para viajes oceánicos a otras partes del Océano Pacífico, pero están hechas de una mezcla de materiales modernos y tradicionales, incorporando características tanto de la antigua Melanesia al igual que Polinesia.

## Waka taua (canoas de guerra)
Waka taua (canoas de guerra) son grandes canoas tripuladas por hasta 80 remeros y llegan a medir hasta 40 metros de longitud. Wakas de gran tamaño, como la Nga Toki Matawhaorua que por lo general son esculpidas y decoradas con complejos diseños, consisten de un casco formado de un solo tronco hueco, junto con una proa esculpida verticalmente y una puerta trasera. La borda es elevada en algunos casos por una tabla continua que le da una mayor fueraborda y evita distorsiones de los componentes del casco principal cuando es utilizado en mar abierto. Algunas veces el casco es reforzado, como es el caso del Te Winika, un diseño de unos 200 años. El casco del Te Winika es reforzado por un cerrojo o cordel que cruza todo el largo del casco tanto por dentro por fuera justo por encima del nivel del agua cuando la embarcación está cargada. El resurgimiento de la cultura maorí ha propiciado un aumento en el número de waka tauas construidas, por lo general para grupos tribales para uso en ocasiones ceremoniales. Tradicionalmente la canoa de guerra era altamente tapu (sagrada). No se permitía comida cocida en la embarcación y el waka debe ser abordado por la borda, no por la proa ni la popa que están decoradas con poderosos símbolos. Las canoas por lo general eran pintadas blancas o negro, el negro representando la muerte. El color principal era rojo, que significaba tapu. Algunas veces una waka era colocada en forma vertical como una señal de un jefe muerto. Los maoríes contaron a los misioneros europeos que durante la Guerra de los Mosquetes las batallas entre wakas tuvieron lugar en el mar con el objetivo de arremeter contra las wakas enemigas a altas velocidades. La embarcación que embestía terminaba encima de la borda enemiga hundiéndola o la hacía volcar. Los enemigos o morían en la embestida, se los dejaba ahogar o eran capturados para festines caníbales o servir como esclavos si eran mujeres.

### Construcción tradicional de waka
Durante el periodo clásico (entre 1500 y 1770) un hapū (la unidad política básica dentro de la sociedad Maorí que consiste de unos ocho a 14 familias) seleccionaba un árbol de Totara (endémico de Nueva Zelanda), la madera de preferencia (debido a su alto contenido de aceite y bajo peso), y lo preparaban con años de anticipación para su talada. Esto incluiría el retiro de la corteza de un costado del tronco y la limpieza del suelo y la plantación de cultivos comestibles para los trabajadores. Luego de cánticos y rezos el árbol era talado con una combinación de fuegos en su base y cortes con hachas de mano. En árboles con raíces aéreas particularmente grandes se construía un escenario de unos tres metros de alto. En él se construía un armazón en el cual se suspendía un toki (hacha) gigante cabeza abajo, de unos 2,5 metros de largo. El largo eje del toki era amarrado a la cruz de la parte superior de la armazón para que pueda pivotear de atrás hacia adelante, como un columpio. Se amarraban rocas pesadas a cada lado del largo eje en su punto más bajo para darle momento. El toki era jalado hacia atrás y soltado para que el extremo cortante del toki muerda la madera que había sido debilitada por el fuego. Podía tomar entre dos a tres semanas el cortar un árbol de gran tamaño de esta manera. La parte superior del árbol y las ramas eran removidas y luego el casco era más o menos moldeado en el mismo lugar utilizando fuego y hachas de mano, bajo la dirección de un jefe diseñador. Un hacha de piedra era utilizada en forma relativamente delicada con golpes regulares y repetitivos. La cabeza era mojada en agua para hacer que los cortes se expandan y la hoja de piedra se mantenga más firme. Una vez que el amoldamiento estaba completo, el tronco de 3-4 toneladas era jalado por equipos de hombres a un arroyo o río utilizando varias sogas hechas de raupo. Unos cuantos hombres jalaban la waka hacia adelante mientras otros la sostenían en pendientes. Se piensa que los accidentes en esta etapa eran comunes. Los retoños eran utilizados como rodillos en terrenos desnivelados. Cerca de la papakainga se le daba forma por una última vez, para estar más cerca de la comida. Construir una waka podía tomar hasta un año si no había percances, pero podía ser abandonada en caso de que hubiese un accidente o la muerte de una persona importante. Estas wakas incompletas abandonadas han sido encontradas en la época después del primer contacto con los europeos. La mayoría de las waka grandes fueron construidas en varias secciones interconectadas y amarradas entre sí con sogas de lino. Se colocaban pequeñas varillas en los huecos que se hinchaban y sellaban cuando se mojaban. La resina de los árboles también podía ser utilizada para sellar los huecos. Una waka grande pesaba unas tres toneladas y podía ser utilizada por décadas. Todas las waka tenían nombres y eran objetos de orgullo y admiración.
La imagen al inicio del artículo muestra una Waka Taua en la bahía con una borda inusualmente alta. Una característica visible de una waka taua cargada era su baja borda de 400-500 mm, lo que hacía inapropiada a la embarcación para navegación en alta mar cuando el clima no era bueno, pese a la presencia de uno o dos jóvenes a bordo dedicados a achicar. La madera usualmente utilizada, Totara, es una variedad liviana de podocarpácea nativa de Nueva Zelanda, la cual retiene sus aceites naturales incluso después de ser cortada. Esto prevenía que la madera se abra y raje. Angela Ballara resaltó que las waka solo eran puestas en el mar cuando el clima era bueno. Una viaje a través del tormentoso Estrecho de Cook, fue retrasado por una semana mientras los viajeros esperaban por un buen clima. El misionero William Williams, hijo de Henry Williams, indicó que el viaje de una waka taua era una actividad de recreación debido a los requerimientos de recolección de comida y la espera para buen clima.

## Cambios tecnológicos
Desde la llegada de James Cook en 1769 y especialmente luego de la estadía más larga de Marion Du Fresne en 1772, los maorí pudieron obtener hierro y acero que no existía en la cultura maorí antes del contacto con los europeos. Los maorí reconocieron rápidamente la superioridad de este material, especialmente para tallar. Los maoríes aprendieron a pedir a los marineros que les afilen clavos de barcos de ocho pulgadas a punto de cincel en las ruedas de barcos a cambio de pescado. Este periodo entre 1779 y 1820 - durante el apogeo de la guerra de los mosquetes, ha sido llamada la época dorada del tallado maorí en madera. Gran parte del tallado estaba limitado a waka taua. A mediados del siglo XIX, desde 1835, la llegada de un gran número de colonos europeos y barcos hicieron que los botes de dichos barcos se vuelva mucho más comunes y fueron reemplazando poco a poco a las waka. En 1839 unos 100 barcos visitaron la Bahía de las Islas. Esta fue una tendencia que misioneros como Marsden y Williams notaron que había comenzado en los años 1830. Los botes de barcos grandes, contando con más vigas y siendo más livianos eran más adecuados para llevar carga y más estables, y algunas veces eran equipados con velas para poder viajar a favor del viento. El uso de estos botes se volvió común a medida que muchos maoríes tomaban trabajos en una variedad de barcos mercantes, balleneros o de cazadores de focas, tanto en Nueva Zelanda como en otras partes del Pacífico. Durante las Guerras de la Tierra pocas waka fueron utilizadas para el movimiento de guerreros, ya que cuando comenzó la Campaña de Waikato en 1863 las fuerzas gubernamentales hicieron lo posible para hundir todas las waka que pudieron encontrar en el río Waikato y sus tributarios para interrumpir las comunicaciones rebeldes. Más adelante, algunos ejemplos de estas excelentes waka fueron exhibidas en el Museo de Guerra de Auckland.

## Canoas oceánicas

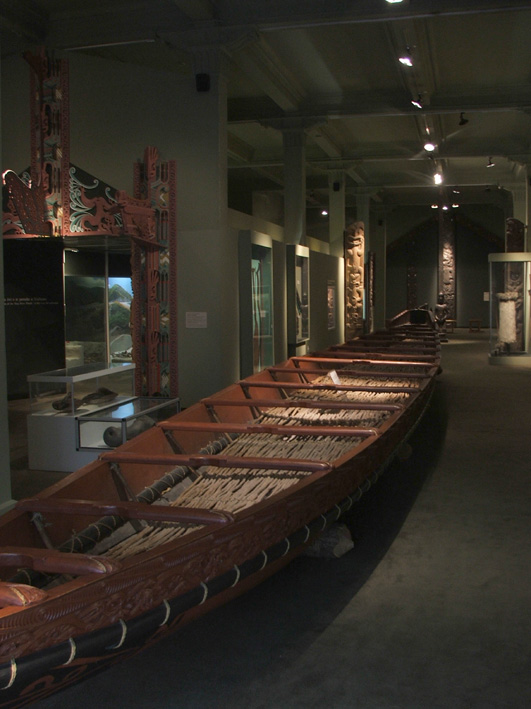
Una waka taua en el Museo de Otago en Dunedin

Las waka oceánicas, sin importar su tamaño, podían ser remadas pero alcanzaban sus velocidades máximas cuando eran propulsadas a vela. Los colonos polinesios de Nueva Zelanda migraron a las islas en waka de gran tamaño; algunas de estas, según la leyenda, puede que hayan sido waka hourua o canoas de doble casco. Los nombres e historias asociados con estas waka fueron pasados como historia oral (kōrero o mua) pero las fechas, nombres, tiempos y rutas a menudo se han perdido o confudido ya que los descendientes de los primeros colos se multiplicaron y se separaron en iwi (tribus) y hapu (sub-tribus). Es por esto que la palabra waka es utilizada para identificar una confederación de iwi que desciende de las personas de una misma canoa migratoria.

## Waka ama (canoas polinesias)
Los primeros exploradores europeos vieron a los maoríes utilizando waka ama (canoas hawianas). Sydney Parkinson, un artista que viajó junto a James Cook en su primera visita a Nueva Zelanda en 1769 y el científico alemán Johann Reinhold Forster, quien viajó con Cook en 1773, describieron waka con batangas (ama, amatiatia o korewa). Ya poco comunes en los tiempos de Cook, para principios del siglo XIX las waka ama ya había sido olvidadas. Sin embargo, el término waka ama figura en historias antiguas como la historia de Māui publicada por Grey en 1854 y en unas cuantas viejas waiata; Tregear también menciona las waka ama como 'una posesión de los Maorí', añadiendo que 'Fue bajo el mástil de una de estas canoas que el famoso Maui destruyó al hermano de su esposa, Irawaru, antes de convertirlo en un perro. Tanto la canoa doble como la con mástil han desaparecido por completo entre los maoríes, y es poco probable que algún nativo hoy vivo haya visto alguna de las dos en Nueva Zelanda'. Las palabras maoríes para las partes de la canoa, como 'ama' y 'kiato', registradas en los primeros años de los asentamientos europeos, sugieren que estas embarcaciones eran similares en forma a aquellas encontradas en Polinesia central.
En años recientes, las carreras de waka ama, introducidas en Nueva Zelanda por las naciones de las Islas del Pacífico durante los años 1980 y 1990, se han vuelto cada vez más populares en el país. Las canoas utilizadas son de alta tecnología y diseñadas en Hawaii o Tahití, y por lo general las carreras se llevan a cabo como parte de festivales más grandes.

## Otros materiales utilizados
Algunas de las waka, en especial las de las Islas Chatham, no eran canoas convencionales, sino que eran construidas de raupo o de tallos de lino.
En abril de 2011, Te Puni Kokiri, la Agencia de Desarrollo Maorí, anunció una asociación con una tribu de Auckland para construir una waka de PVC como parte de una promoción para los maorí locales. Gran parte de financiamiento de $2 millones de dólares vino del dinero de los contribuyentes, pero la tribu aportó $100.000 y se quedará con a canoa luego del evento. La "tupper waka" como ha sido llamada por la prensa, es en realidad un pequeño salón de conferencias que fue utilizado para visitantes adinerados durante la Copa Mundial de Rugby de 2011.
La waka taua Te Tuhono en el Museo Nacional de Escocia fue restaurada por el artesano maorí George Nuku, usando Polimetilmetacrilato (PMMA) para cubrir las secciones rotas.

## Significados relacionados
La palabra waka también es utilizada en un sentido más amplio que puede ser traducido como embarcación, vehículo o contenedor.
Una waka huia es una embarcación hueca y esculpida utilizada para el almacenamiento de taonga (tesoros) como las preciadas plumas de la cola del ahora extinto huia (Heteralocha acutirostris) que son utilizados como ornamentos en el cabello. Los maorí consideraban las plumas de huia como símbolos de clase alta. En su coronación, Isabel II recibió dos plumas de huia.
Entre los maoríes de hoy en día, la palabra waka es utilizada para referirse a los automóviles pero la traducción más exacta es embarcación, junto con el término transliterado motokā (del inglés, motorcar). El neologismo waka-rer-rangi (literalmente, waka (embarcación) que navega el cielo) fue creado para referirse a los aviones. Una waka hari hinu, (embarcación que transporte petróleo) es un barco petrolero; una waka niho (traducido literalmente al inglés como gear container) es una caja de cambios.
La palabra waka también puede ser utilizada para referirse al transporte en general, como en Te Manatū Waka (Ministerio de Transporte) y 'Waka Kotahi' (Agencia de Transporte de Nueva Zelanda).